# Quân đoàn 2, Úc
Quân đoàn 2 là một quân đoàn thuộc quân đội Úc. Quân đoàn 2 được thành lập vào đầu năm 1942 để chỉ huy các đơn vị quân đội Úc triển khai bảo vệ các khu vực Sydney và sau đó chỉ huy các đơn vị hoạt động ở New Guinea, Bougainville và New Britain. Quân đoàn 2 đã bị giải tán vào ngày 24 tháng 9 năm 1945 sau khi kết thúc Chiến tranh thế giới thứ hai.

## Lực lượng
Sư đoàn Bộ binh 3 Úc
Sư đoàn Bộ binh 5 Úc
Sư đoàn Bộ binh 11 Úc

### Tư liệu
- Dennis, Peter (1995). The Oxford Companion to Australian Military History. et al. Melbourne: Oxford University Press. ISBN 0-19-553227-9.